# Kuidou
Kuidou (kinesiska: 魁斗) är en köping i sydöstra Kina. Den ligger i Anxi härad i staden Quanzhou i provinsen Fujian, omkring 160 kilometer sydväst om provinshuvudstaden Fuzhou. Antalet invånare är 21 216. Befolkningen består av 10 425 kvinnor och 10 791 män. Barn under 15 år utgör 16,0 %, vuxna 15-64 år 75 %, och äldre över 65 år 7,0 %.